# Arte visigodo

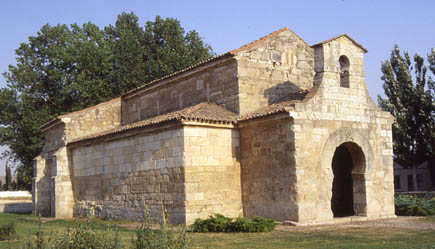
Iglesia de San Juan de Baños, en Palencia.

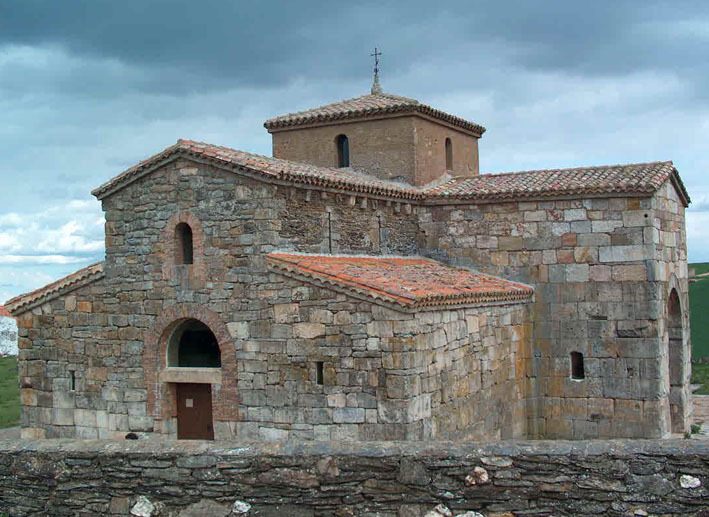
San Pedro de la Nave, en la provincia de Zamora.

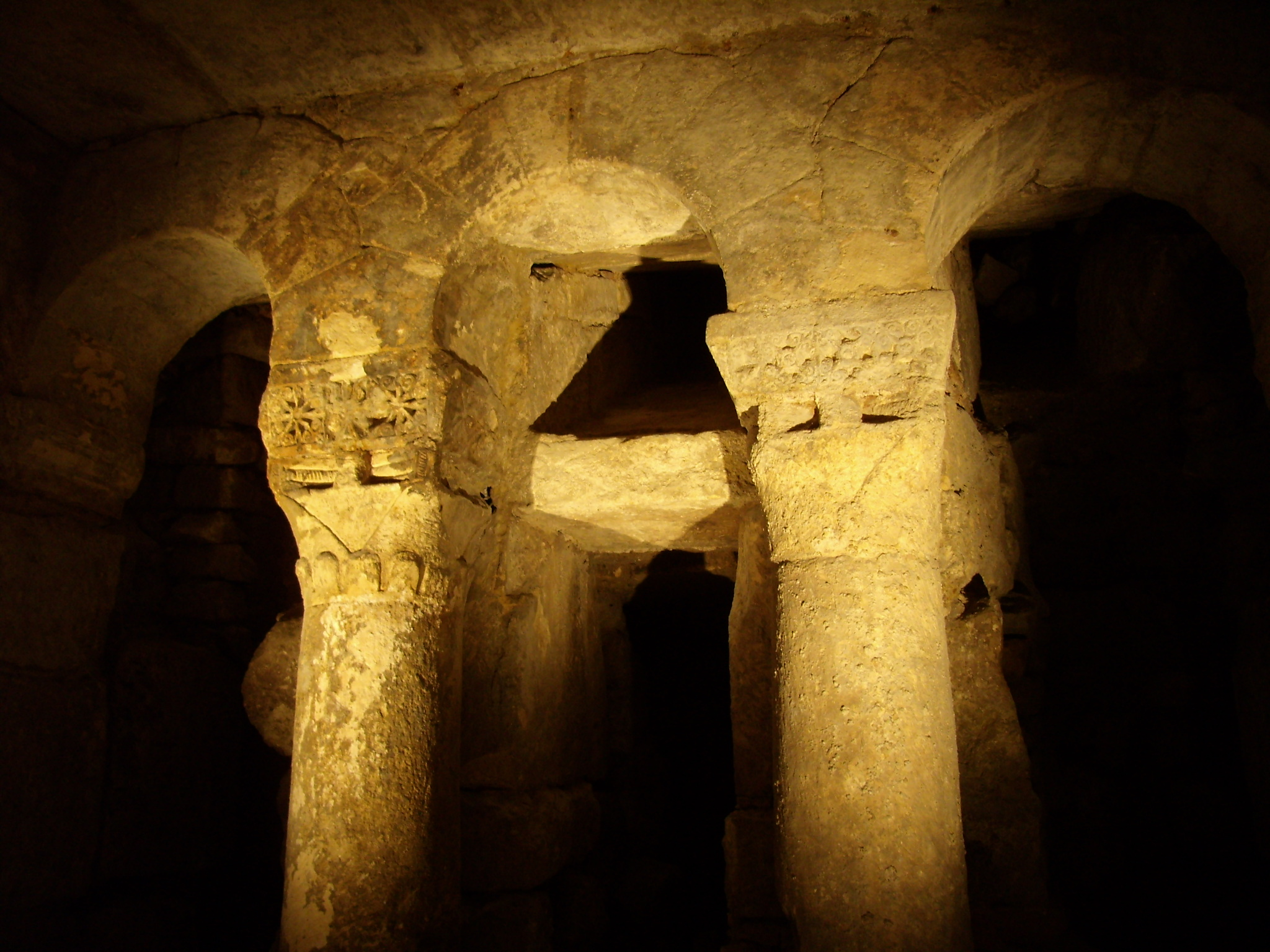
Restos visigodos en la cripta de San Antolín, Catedral de Palencia.

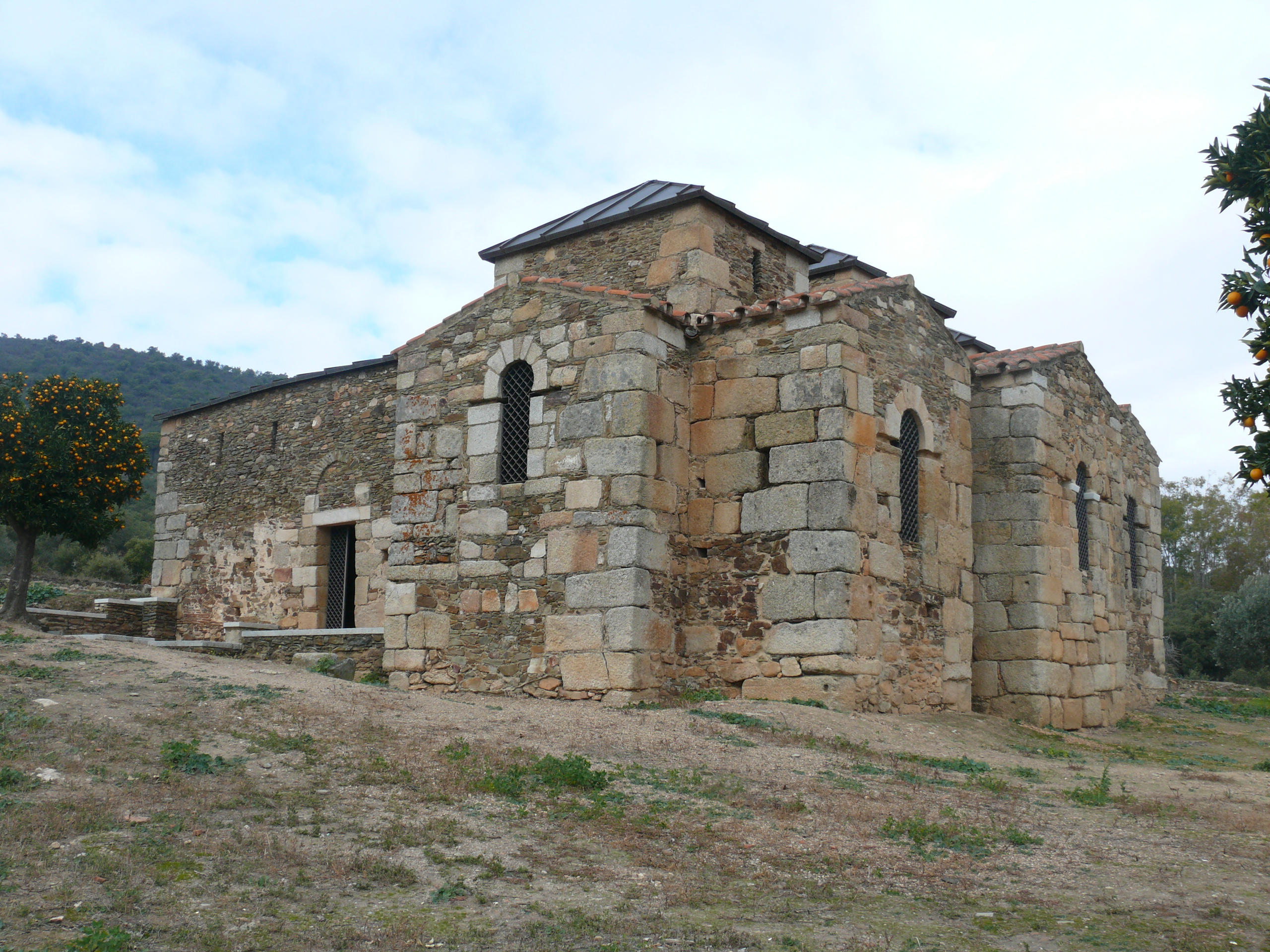
Santa Lucía del Trampal, Alcuéscar, Cáceres.

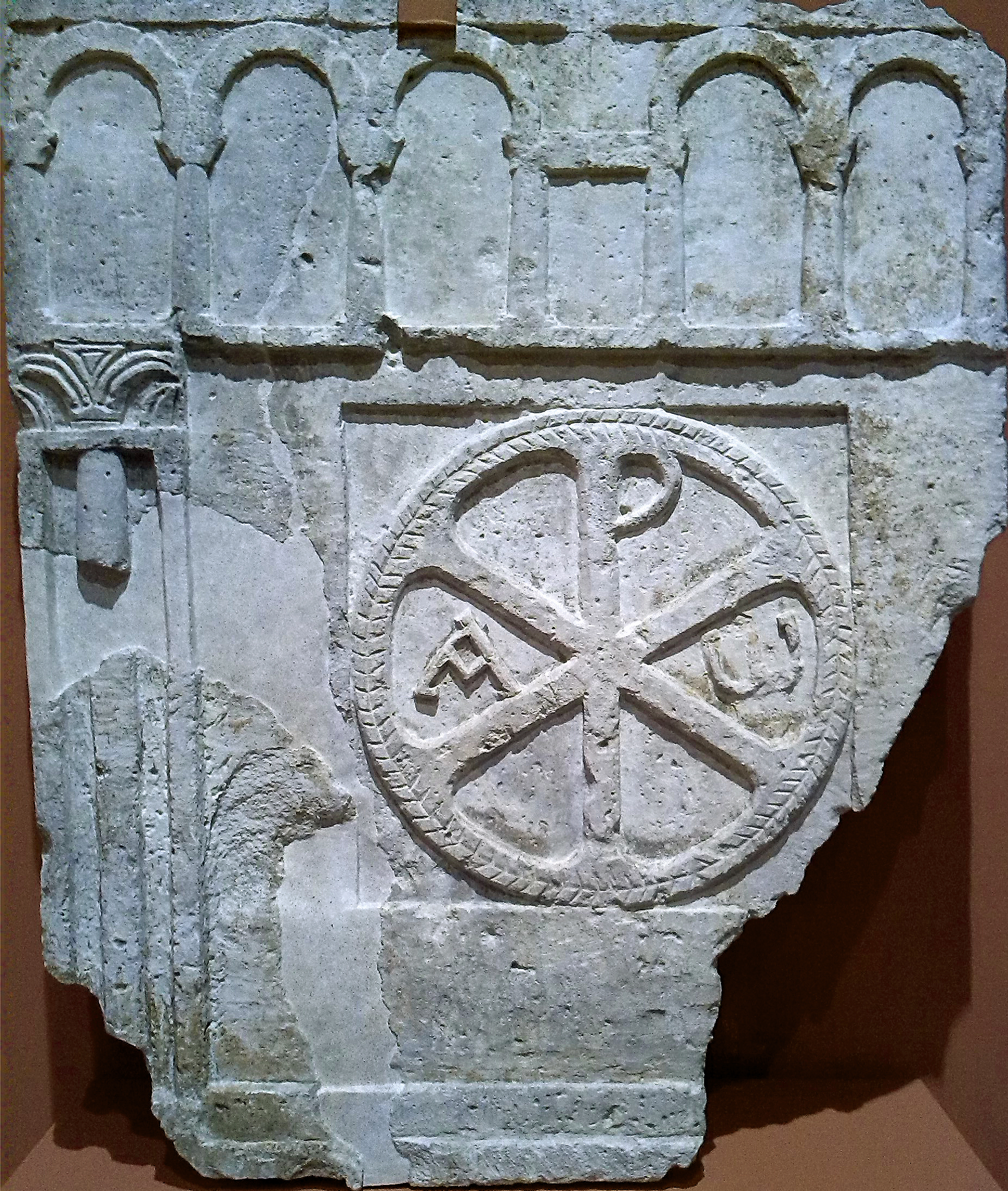
Cancel o pretil visigodo de iglesia, del siglo VI encontrado en el yacimiento de la villa Fortunatus de Fraga (Huesca, Aragón)

Los visigodos fueron un pueblo germánico que penetró en  Hispania  a principios del siglo V, si bien no consolidan por entero su condición de gobernantes del reino hispano-visigodo hasta un siglo después.
Las manifestaciones artísticas de los visigodos  en la península ibérica, en especial las de carácter arquitectónico, no se producen plenamente hasta entrado el siglo VII.

## Arquitectura visigoda
Del siglo VI solo cabe mencionar la pequeña iglesia de San Cugat del Vallés, en Barcelona. Aunque muy deteriorada, muestra una planta de nave única que termina en un ábside. Del siglo siguiente son las de San Pedro de la Nave, San Juan de Baños, Quintanillla de las Viñas, cuya traza se repetirá luego en otros templos posteriores pertenecientes al «estilo de repoblación» o «mozárabe», como son, por ejemplo, la iglesia de San Cebrián de Mazote (Valladolid), el Monasterio de San Miguel de Escalada (León), la iglesia de Santiago de Peñalba (León), en el prerrománico asturiano y el románico zamorano. Por lo demás, en esta época se sigue básicamente la tradición paleocristiana en la arquitectura.
No son muchas las construcciones visigodas que subsisten, y de ellas prácticamente ninguna que pudiera contarse entre las grandes realizaciones que existieron en los núcleos metropolitanos como Toledo, Sevilla o Mérida. Las que han llegado hasta hoy son, en general, ermitas o templos que por su alejamiento de los núcleos importantes de población se salvaron de la destrucción durante la conquista musulmana de la península ibérica, debido a que en estas ciudades conquistadas era frecuente la reutilización de los sillares romanos y visigodos para construir murallas u otros edificios musulmanes, no obstante pueden servir para entresacar algunos de los caracteres propios del arte edificatorio visigodo. Serían estos:
- Preferentemente planta basilical o de cruz griega, y a veces una conjunción de ambas disposiciones. Espacios muy compartimentados.
- Ábside rectangular al exterior. A cada lado podía existir un recinto destinado a sacristía (prótesis y diakonikón). La capilla se separaba del resto del templo mediante un iconostasio.
- Arco de herradura generalmente sin clave, de trasdós vertical en la zona peraltada, elevación de 1/3, y salmer y primeras dovelas de planos horizontales, más tarde sería adoptado por los musulmanes.
- Uso de columnas y pilares como soportes. Capiteles corintios muy simples o troncocónicos invertidos, con gruesos cimacios que anclan en los muros.
- Cubrición mediante bóvedas de cañón o de arista, además de cúpulas sobre los cruceros.
- Muros de sillería formada por grandes bloques prismáticos aparejados a soga y tizón en seco (more gothico), ocasionalmente alternando con ladrillo al modo romano.
- Decoración a base de frisos de roleos, esvásticas y temas vegetales y animales.
- Pequeños pórticos a los pies o en los laterales.

Como edificios más representativos pueden relacionarse los siguientes:
- Iglesia de San Juan Bautista de Baños de Cerrato (Palencia);
- Cripta de San Antolín en la catedral de Palencia (Palencia);
- Iglesia de San Pedro de la Nave en San Pedro de la Nave-Almendra (Zamora);
- Iglesia de Santa Comba de Bande (Orense);
- Capilla de San Xes de Francelos de Ribadavia (Orense);
- Iglesia de San Pedro de la Mata (en ruina) de Sonseca (Toledo);
- Iglesia de Santa María de Melque de San Martín de Montalbán (Toledo);
- Basílica de Santa María de Batres. Actualmente Carranque (Toledo);
- Ermita de Santa María de Quintanilla de las Viñas (Burgos);
- Iglesia de Santa Lucía del Trampal de Alcuéscar (Cáceres);
- Ermita de San Miguel de los Fresnos (en ruina) de Fregenal de la Sierra (Badajoz);
- Capilla de San Fructuoso de Montelius de Braga (Portugal);
- Iglesia de São Gião de Nazaré (Portugal).

## Orfebrería visigoda

#### Coronas y cruces votivas
Una de las muestras más llamativas del arte visigodo en la  Hispania visigoda, se debe al hallazgo del tesoro de Guarrazar, es un tesoro de orfebrería visigoda compuesto por coronas votivas y cruces que varios reyes de Toledo ofrecieron en su día como exvoto. Dichas coronas votivas no estaban destinadas a ser ceñidas por los reyes sino que eran ofrendas a la iglesia para ser colgadas sobre el altar. Fue hallado entre los años 1858 y 1861 en el yacimiento arqueológico denominado huerta de Guarrazar, situado en la localidad de Guadamur, muy cerca de Toledo. Las piezas están repartidas entre el Museo Cluny de París, la Armería del Palacio Real y el Museo Arqueológico Nacional, ambos en Madrid.

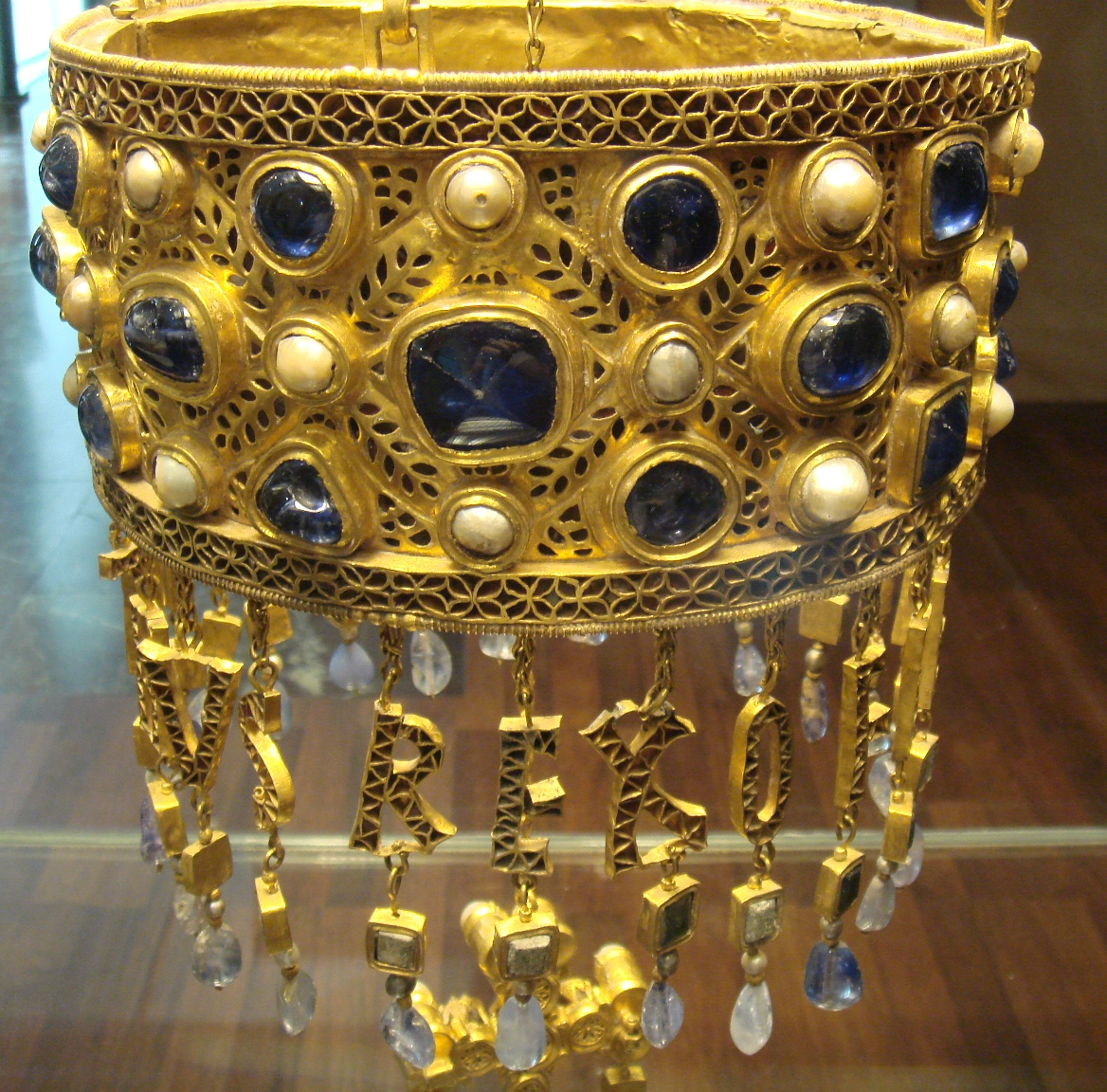
Corona votiva del Rey Recesvinto, Museo Arqueológico Nacional (Madrid)

De las coronas, la Corona de Recesvinto es la que más llama la atención por su orfebrería y belleza, con letras colgantes de la misma, en ella se puede leer «Reccesvinthvs Rex offeret» («El rey Recesvinto [la] ofreció»).

#### Las fíbulas aquiliformes

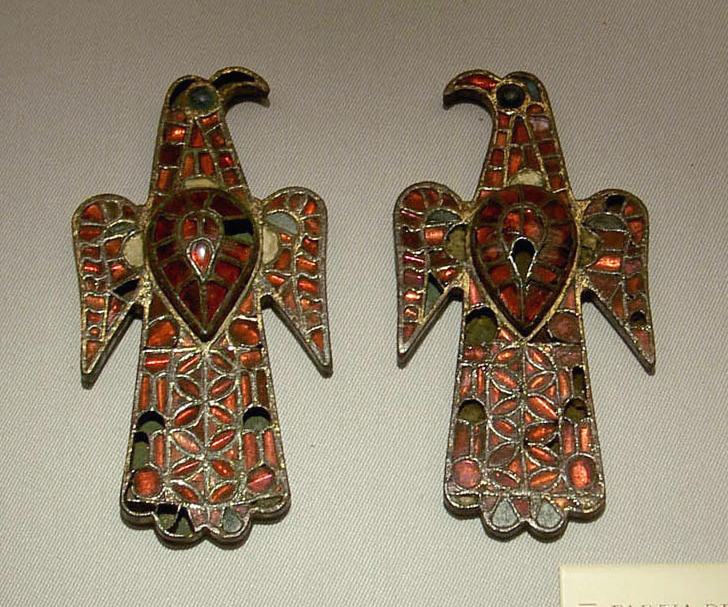
Fíbulas aquiliformes de Alovera Museo Arqueológico Nacional (Madrid).

Las fíbulas aquiliformes (en forma de águila) que se han descubierto en necrópolis como Duratón, Madrona o Castiltierra ( localidades de Segovia), de gran importancia arqueológica, son una muestra inequívoca de la presencia visigoda en España. Estas fíbulas se usaban sueltas o por pares, como broche o imperdible de oro, bronce y vidrio para unir la vestimenta, obra de los orfebres de Hispania, arqueológicamente no hay duda de que estas fíbulas pertenecían al pueblo visigodo, presente en Hispania a partir del siglo V de nuestra era. También son de gran importancia las encontradas en Alovera (Guadalajara).

#### Las placas y hebillas de cinturón

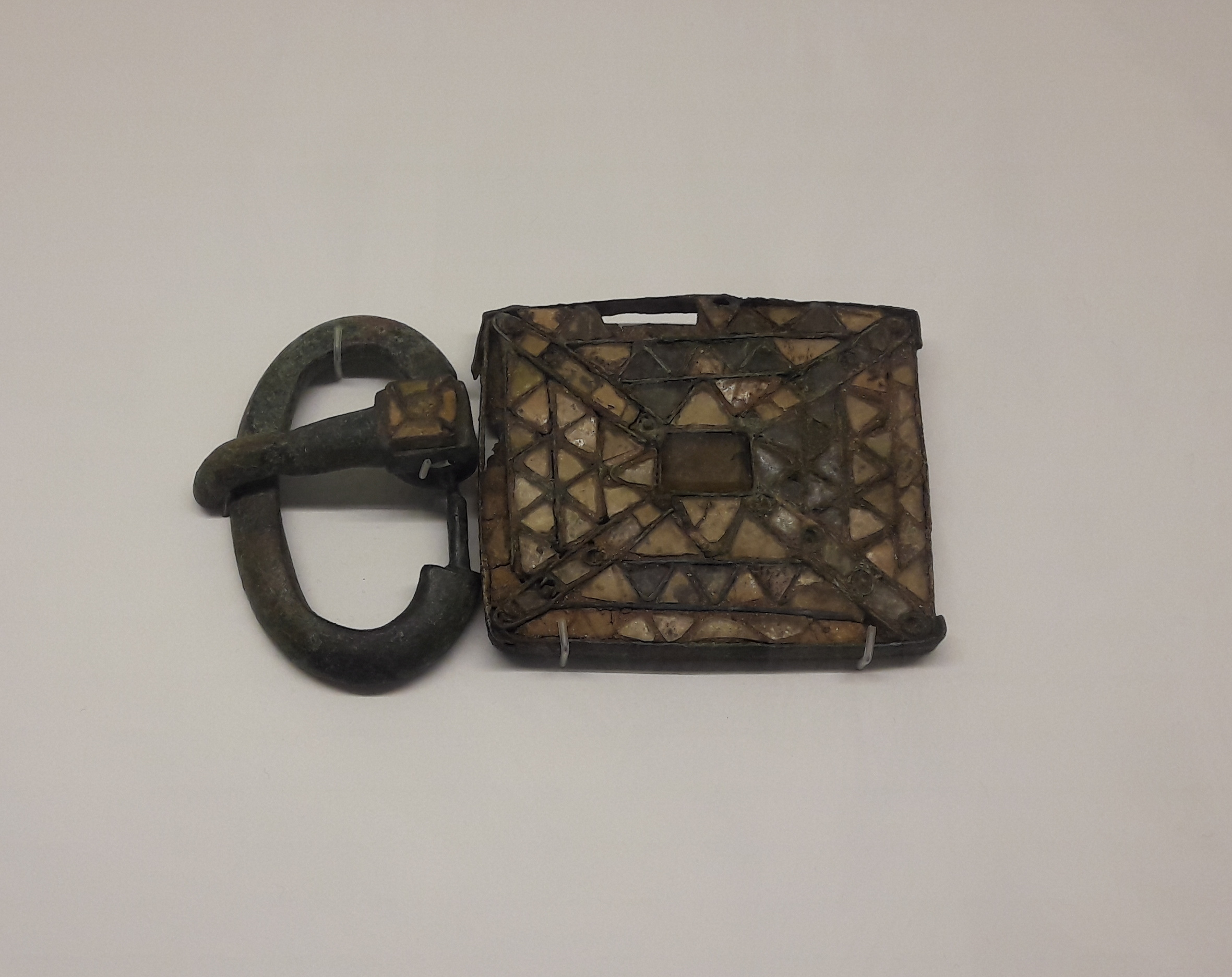
Placa y hebilla de cinturón. Bronce y hierro fundidos con decoración en pasta vítrea siguiendo la técnica del mosaico de celdillas o "cloisonné". Siglos V-VII. Procedentes de la necrópolis visigoda de Castiltierra, Segovia. Museo de Málaga, España

Las placas y hebillas de cinturón encontradas en España, son objetos con una doble función, de uso cotidiano y ornamental, símbolo de rango y distinción de las mujeres visigodas, son hebillas grandes y rectangulares. Algunas piezas contienen excepcionales incrustaciones de lapislázuli de estilo bizantino. Las encontradas en la necrópolis visigoda de Castiltierra (Segovia), de los siglos V-VII, son de bronce y hierro fundidos, con decoración en pasta vítrea siguiendo la técnica del mosaico de esmalte alveolado o cloisonné, se trata de una técnica que puede utilizar incrustaciones de piedras preciosas, vidrio u otros materiales. Historiadores como G.G. Koenig, ven en las piezas de España, características similares a la forma de vestir danubiana del siglo V-VI, según el profesor Michel Kazanski director de Investigación del Consejo Nacional de Investigación Científica de Francia (CNRS), esta se desarrolló al norte del Mar Negro alrededor del año 400, y que los pueblos germánicos posteriormente la trajeron a occidente.
Existe bastante variedad en la decoración, son destacables las piezas de orfebrería de las tumbas visigodas de Aguilafuente (Segovia), especialmente las encontradas en la tumba de una mujer, que se cree del siglo VI, en la que la hebilla iba acompañada de dos fíbulas y varias joyas características del traje femenino visigodo. En las necrópolis visigodas, también se encuentran pulseras de diferentes metales, collares de perlas y pendientes, con incrustaciones de vidrio de color. Todas estas joyas se han hallado en tumbas de la Hispania visigoda central, como es el caso de la necrópolis de Madrona (Segovia) que tiene un conjunto bastante variado de estos elementos ornamentales. El yacimiento de Aguilafuente consta de más de doscientas tumbas.

## Escultura
La escultura visigoda está supeditada a la arquitectura, desapareciendo la escultura de bulto redondo. Se trata de bajorrelieves con técnica de bisel e influencias que mezclan la paleocristiana con la bizantina. 

## Pintura

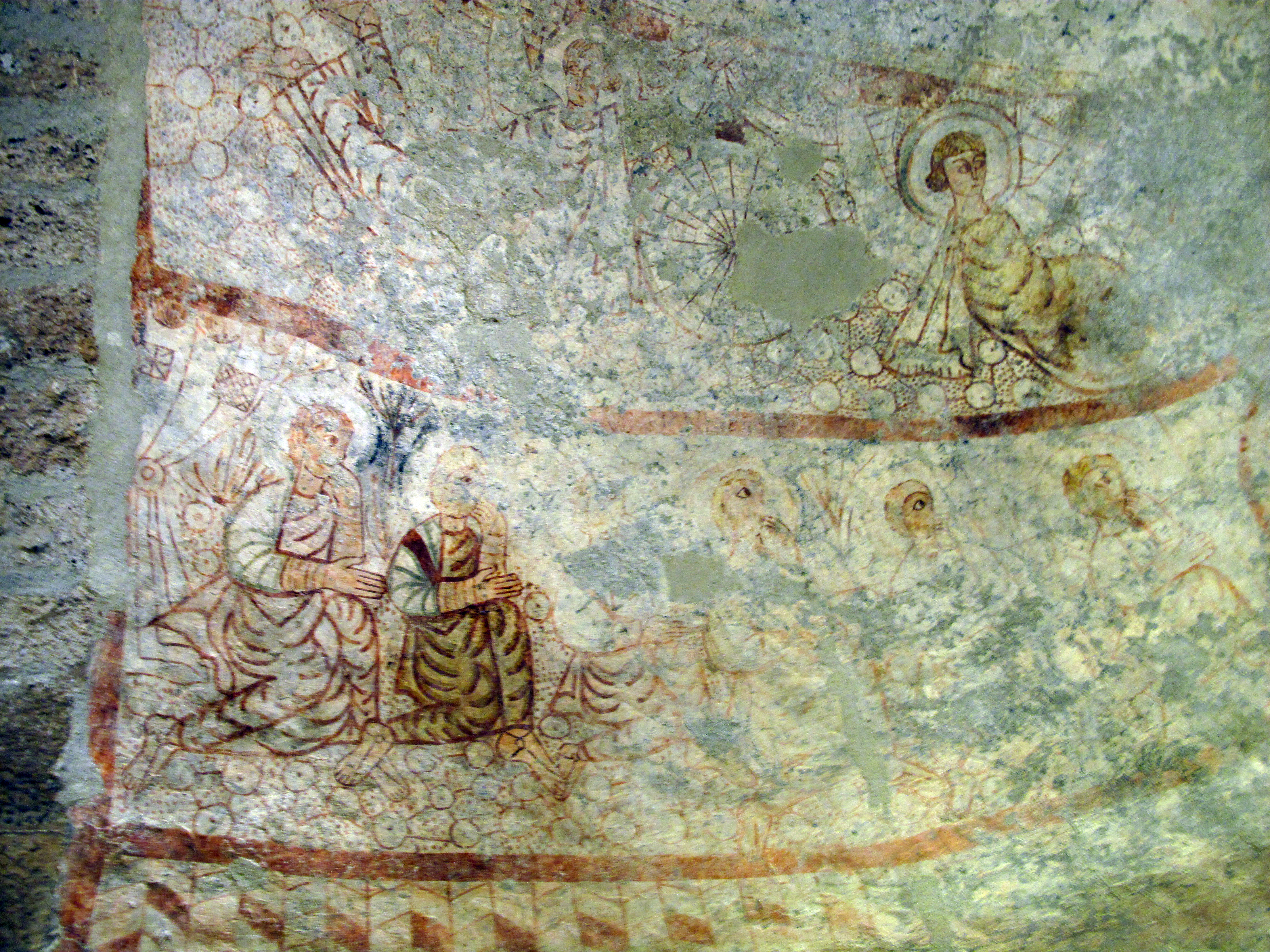
Pintura mural de la bóveda del ábside de San Miguel de Tarrasa.

Las iglesias visigodas estuvieron decoradas con grandes conjuntos pictóricos, hoy prácticamente desaparecidos. Los ejemplos mejor conservados se encuentran en las iglesias de San Miguel y Santa María de Tarrasa, de tradición tardorromana, pero de estilo más esquemático y expresivo. Se trata de las pinturas más antiguas conservadas en la península ibérica.
Otro ejemplo de pintura mural visigoda conservada hasta hoy en día se encuentra en Santa María de los Arcos (La Rioja). En época románica se restauraron las partes más deterioradas, sobre todo los rostros.
Por otra parte, hay dudas sobre la datación del manuscrito iluminado conocido como Pentateuco de Tours, que algunos especialistas catalogan como una obra del siglo V de un scriptoria hispalense. De hecho, algunas soluciones que aparecerán posteriormente en los beatos mozárabes ya se encuentran en este trabajo